# To Be Free (Arashi)
To Be Free è un brano musicale del gruppo musicale giapponese Arashi, pubblicato come loro trentunesimo singolo il 7 luglio 2010. Il brano è incluso nell'album Beautiful World, tredicesimo lavoro del gruppo. Il singolo ha raggiunto la prima posizione della classifica Oricon dei singoli più venduti in Giappone, vendendo 519.781. Il singolo è stato certificato doppio disco di platino.

## Tracce
JACA-5227/8
1. To be free
2. To be free (Original Karaoke) (To be free（オリジナル・カラオケ）)

## Classifiche
| Classifica (2010) | Posizione più alta |
| ----------------- | ------------------ |
| Giappone          | 1                  |